# Yevgueni Bobrov
Yevgueni Grigórievich Bobrov (traslitera del cirílico Евге́ний Григо́рьевич Бобро́в; 2 de marzo de 1902 - 28 de febrero de 1983) fue un botánico y pteridólogo ruso que también trabajó sobre fósiles.

## Biografía
En 1925, se graduó en la Facultad de Geografía de la Universidad Estatal de Petrogrado. Tomó parte en expediciones botánicas en Asia Central en la década de 1920. Contribuyó a la reorganización del Instituto Botánico Komarov entre 1930 y 1931.
Fue uno de los firmantes de la "Carta de los trescientos" de 1955 en contra de los métodos y teorías de Lysenko, retrógrado en la ciencia biológica en la URSS.
Los estudios para publicar Flora de Rusia fueron comenzados por Vladímir Komarov (1869-1945) en 1934 y completados por Bobrov y Nikolái Tsveliov (1925) en 1964, todos con base en San Petersburgo.

## Honores

### Eponimia
Género
- (Fabaceae) Bobrovia A.P.Khokhr.[2]

Especies
- (Apiaceae) Pimpinella bobrovii (Woronow ex Schischk.) E.Axenov & V.N.Tikhom.[3]

- (Fabaceae) Amoria bobrovii (Khalilov) Roskov[4]

- (Fabaceae) Astragalus bobrovii B.Fedtsch. ex Nevski[5]

- La abreviatura «Bobrov» se emplea para indicar a Yevgueni Bobrov como autoridad en la descripción y clasificación científica de los vegetales.[6]

Realizó más de 115 identificaciones y clasificaciones de nuevas especies, las que publicaba habitualmente en : Acta Phytotax. Geobot.; Fl. URSS; Bot. Zhurn. S.S.S.R.; Bull. Jard. Bot. Princ. URSS; Bot. Journ., URSS; Sovetsk. Bot.; Bot. Mater. Gerb. Bot. Inst. Komarova Akad. Nauk S.S.S.R.; Spis. Rast. Gerb. Fl. SSSR; Novosti Sist. Vyssh. Rast.; Lesoobraz. Khvoĭnȳe SSSR